# أسل سيفي الأوراق
أسل سيفي الأوراق (الاسم العلمي: Juncus ensifolius) نوع نباتي يتبع جنس الأسل وينتمي إلى الفصيلة الأسلية.